# یین چانگ
یین چانگ (انگلیسی: Yin Chang؛ زادهٔ ۲۳ آوریل ۱۹۸۹) یک هنرپیشه اهل ایالات متحده آمریکا است.

## گزیده فیلمشناسی
از فیلم‌ها یا برنامه‌های تلویزیونی که وی در آن نقش داشته‌است می‌توان به آثار زیر اشاره کرد.
- دختر سخن‌چین (۲۰۰۸–۲۰۰۹، ۲۰۱۲)
- پرام (فیلم)